# Kärnkraftsskatt
Kärnkraftsskatt eller effektskatt (formellt skatt på termisk effekt i kärnkraftsreaktor) var en svensk punktskatt baserad på reaktorns termiska effekt som togs ut från 1984 och till och med 2017.

## Historik
Kärnkraftsskatt betalades av tillståndshavaren, det vill säga den som har tillstånd att inneha och driva kärnkraftsreaktorn. Skatten infördes 1 januari 1984 och uppgick då till 0,2 öre/kWh. Vid införandet av skatten var 10 reaktorer i drift (Ringhals 1-4, Barsebäck 1-2, Oskarshamn 1-2 samt Forsmark 1-2) medan 2 reaktorer (Oskarshamn 3 och Forsmark 3) togs i drift 1985.
Skatten höjdes i flera omgångar och bytte 1 juli 2000 namn och skepnad till Effektskatt i och med lagen (SFS 2000:466) av Regeringen Persson (S) under finansminister Bosse Ringholm. Vid införandet 1 juli 2000 var "effektskatten" 5 514 kr per megawatt och månad av den högsta tillåtna termiska effekten. Med antagande om en verkningsgrad på 33 procent och en tillgänglighet på 80 procent motsvarade detta 2,9 öre/kWh.  
Skatten höjdes vid tre tillfällen: 
1. Regeringen Persson (S) under finansminister Pär Nuder höjde skatten med 85% (SFS 2005:963) från och med 1 januari 2006 till 10 200 kr per megawatt och månad.
2. Regeringen Reinfeldt (M/KD/L/C) under finansminister Anders Borg höjde skatten med 24% (SFS 2007:1389) från och med 1 januari 2008 till 12 648 kr per megawatt och månad.
3. Regeringen Löfven I (S/MP) under finansminister Magdalena Andersson höjde skatten med 17% (SFS 2015:471) från och med 1 augusti 2015 till 14 770 kr per megawatt och månad. I budgetpropositionen 2014/15:1 där höjningen föreslås avstyrker en rad remissinstanser från höjningen, däribland: Ringhals AB, Forsmark Kraftgrupp och Projekt Basindustririket.
Svenska Kraftnät (SVK) framförde följande (se sida 277): | ” | Svenska Kraftnät hyser oro för att ytterligare reduktioner av kärnkraftens lönsamhet kan komma att påverka ägarnas intresse av att driva produktionsanläggningarna vidare. En enkel analys grundad på Svenska kraftnäts årliga kraftbalansrapport indikerar att en stängning av Oskarshamn 1 och 2 samt Ringhals 1 och 2 markant skulle öka risken för effektbrist i södra Sverige (elområde 3 och 4). | „ |

Konjunkturinstitutet anförde följande (se sida 278): | ” | Den föreslagna höjningen går långt utöver en prisutvecklingsjustering och motiveras främst av fiskala överväganden. Höjningen kommer att påverka kärnkraftbolagens lönsamhet med åtföljande effekter på produktionsbeslut, investeringsvilja, framtida elpriser och i förlängningen industrins konkurrenskraft. | „ |
I januari 2016 varnade Vattenfall att effektskatten hotade att samtliga reaktorer i Sverige skulle läggas ned redan 2020.
Regeringen Löfven I (S/MP) beslutade att kärnkraftsskatten skulle sänkas med 90% (SFS 2017:401) till 1 500 kr per megawatt och månad från om med 1 juli 2017.
En blocköverskridande energiöverenskommelse nåddes den 10 juni 2016 som bland annat innebar att kärnkraftsskatten slopades från och med 1 januari 2018.  (SFS 2017:402)

### Översikt
I tabellen anges effektskattens storlek vid olika tidpunkter, samt en ungefärlig omräkning till skattens storlek per producerad kilowatt-timme. I den ungefärliga omräkningen antas kraftverket ha en tillgänglighet på 80 procent, samt en termisk verkningsgrad på 33 procent.
| Datum      | Skattesats (SEK/(MW,månad)) | Ungefärlig skatt (öre/kWh) |
| ---------- | --------------------------- | -------------------------- |
| 2000-07-01 | 5 514                       | 2,9                        |
| 2006-01-01 | 10 200                      | 5,3                        |
| 2008-01-01 | 12 648                      | 6,6                        |
| 2015-08-01 | 14 770                      | 7,7                        |
| 2017-07-01 | 1 500                       | 0,8                        |
| 2018-01-01 | Slopad                      | 0,0                        |

I tabellen framgår hur mycket skatt samtliga kärnkraftverk betalade i kärnkraftsskatt och effektskatt. Den totala summan över alla år blev 62 miljarder kronor.
| År   | Kärnkraftskatt (miljoner SEK)) | Effektskatt (miljoner SEK) |
| ---- | ------------------------------ | -------------------------- |
| 1984 | 97                             |                            |
| 1985 | 112                            |                            |
| 1986 | 134                            |                            |
| 1987 | 129                            |                            |
| 1988 | 133                            |                            |
| 1989 | 125                            |                            |
| 1990 | 130                            |                            |
| 1991 | 147                            |                            |
| 1992 | 122                            |                            |
| 1993 | 100                            |                            |
| 1994 | 139                            |                            |
| 1995 | 133                            |                            |
| 1996 | 1115                           |                            |
| 1997 | 1472                           |                            |
| 1998 | 1549                           |                            |
| 1999 | 1545                           |                            |
| 2000 | 827                            | 881                        |
| 2001 |                                | 1862                       |
| 2002 |                                | 1789                       |
| 2003 |                                | 1829                       |
| 2004 |                                | 1863                       |
| 2005 |                                | 1794                       |
| 2006 |                                | 3198                       |
| 2007 |                                | 3238                       |
| 2008 |                                | 3976                       |
| 2009 |                                | 3395                       |
| 2010 |                                | 3997                       |
| 2011 |                                | 3852                       |
| 2012 |                                | 3939                       |
| 2013 |                                | 4037                       |
| 2014 |                                | 3841                       |
| 2015 |                                | 3768                       |
| 2016 |                                | 4254                       |
| 2017 |                                | 2564                       |

### Olika uppfattningar om skattens inverkan på kärnkraftens lönsamhet
Två månader efter sista höjningen meddelade OKG den 14 oktober 2015 beslut om nedläggning av kärnkraftsreaktorerna O1 och O2 i Oskarshamn. Dagen efter 15 oktober 2015 kom avvecklingsbeslutet av reaktorerna R1 och R2 vid Ringhals. Vid det tillfället utgjorde effektskatten drygt en tredjedel av driftkostnaden för kärnkraftsel.
Vattenfalls produktionschef Torbjörn Wahlborg sade 2021 i SVT att hade det inte varit för kärnkraftsskatten så hade Vattenfall aldrig fattat beslutet om att förtidsavveckla reaktorerna R1 och R2 vid Ringhals. Enligt Sveriges Radio bidrog ovanligt låga elpriser vid tidpunkten till att höjningen av kärnkraftsskatten resulterade i nedläggningsbeslut av reaktorerna Oskarshamn 1 och 2 och R1 och R2 vid Ringhals.